# Horní Pertoltice
Horní Pertoltice (deutsch Ober Berzdorf) ist ein Ortsteil der Gemeinde Pertoltice in Tschechien. Er liegt sieben Kilometer nördlich des Stadtzentrums von Frýdlant an der Grenze zu Polen und gehört zum Okres Liberec.

## Geographie
Horní Pertoltice liegt am Oberlauf des Baches Pertoltický potok (Berzdorfer Bach) im Isergebirgsvorland, nach Nordosten hin erstrecken sich die verstreuten Häuser des Oberdorfes bis an den Grenzbach Kočičí potok (Katzbach). Nordöstlich erhebt sich die Góra Piekielna (385 m), im Osten der Bulovský kopec (Steinberg, 443 m) und die Vyhlídka (Humrich, 511 m), südwestlich der Studenec (Loderberg, 330 m), im Westen der Hradec (Abtsberg, 313 m) sowie nordwestlich die Skalka (Steinberg, 340 m). In Horní Pertoltice befinden sich drei Teiche; eine Besonderheit stellt der Šálkův rybník dar, unter dessen Damm der Abfluss des Pertoltický potok zum Kočičí potok erfolgt.
Nachbarorte sind Háj und Łowin im Norden, Miedziane und Dolní Oldřiš im Nordosten, Bulovka im Osten und Südosten, Arnoltice im Süden, Nové Pertoltice im Südwesten, Dolní Pertoltice, Filipovka und V Poli im Westen sowie Černousy und Habartice im Nordwesten.

## Geschichte
Die erste schriftliche Erwähnung von Bertilsdorf erfolgte im Jahre 1346, als die Kirche St. Jodokus im Pfarrverzeichnis des Bistums Meißen aufgeführt wurde. Das Rittergut war seit dem Mittelalter ein Lehn der Böhmischen Krone und stand mit der Herrschaft Friedland in keiner Verbindung. Am Übergang vom 14. zum 15. Jahrhundert unterstand das Gut der Gerichtsbarkeit der Sechsstadt Görlitz. Zu dieser Zeit hatten jedoch sowohl die Herren von Bieberstein auf Friedland als auch die Grafen von Dohna auf Grafenstein Ambitionen, das an die Herren von Tschirnhaus verliehene Gut unter ihre Oberhoheit zu ziehen. Im 16. Jahrhundert erfolgte eine Dreiteilung in die Güter Nieder Bertelsdorff, Mittel Bertelsdorff und Ober Bertelsdorff. Nachdem Albrecht von Waldstein die Herrschaft Friedland erworben hatte, kaufte er Hieronymus von Nostitz das Gut Ober Partzdorf für 6990 Taler ab. Zugleich kaufte Waldstein auch die beiden anderen Partzdorfer Güter auf, um die Enklave zu beseitigen. Jedoch hatten die Besitzer aller drei Güter zum Zeitpunkt der Ermordung Waldsteins noch keine Kaufgelder erhalten, so dass die Käufe hinfällig wurden. In den Wirren des Dreißigjährigen Krieges erfolgten zahlreiche Besitzerwechsel. Im Jahre 1689 erwarben die Grafen von Gallas Ober Berzdorf; die beiden anderen Berzdorfer Güter hatten sie bereits zwischen 1662 und 1665 aufgekauft; und schlossen das Gut an die Herrschaft Friedland an. Damit endete die Teilung des Dorfes in drei Güter. Die Höfe Ober Berzdorf und Nieder Berzdorf wurden aufgegeben und deren Fluren vom Meierhof Mittel-Berzdorf bewirtschaftet. In der zweiten Hälfte des 18. Jahrhunderts wurde das gesamte Dorf als Mittel-Berzdorf, Bertholdsdorf bzw. Bertlsdorf bezeichnet; es bestand aus 102 Anwesen, der Kirche und dem Meierhof. Seit Beginn des 19. Jahrhunderts bildete die Streusiedlung im oberen Ausgang des Tals die Ortsgemeinde Ober-Berzdorf und das unterhalb gelegene Waldhufendorf (ehemals Güter Mittel-Berzdorf und Nieder-Berzdorf) die Ortsgemeinde Nieder-Berzdorf.
Im Jahre 1832 bestand Ober-Berzdorf aus 94 Häusern mit 627 deutschsprachigen Einwohnern. Abseits lagen das an der preußischen Grenze gelegene einschichtige Jägerhaus Hainhaus, die einschichtige Flarrschänke sowie eine Mühle. Pfarrort war Nieder-Berzdorf. Im Jahre 1838 erbte Eduard Clam-Gallas den Besitz. Bis zur Mitte des 19. Jahrhunderts blieb Ober-Berzdorf der Allodialherrschaft Friedland untertänig.
Nach der Aufhebung der Patrimonialherrschaften bildete Ober-Berzdorf / Horní Berzdorf ab 1850 eine Gemeinde im Bunzlauer Kreis und Gerichtsbezirk Friedland. Ab 1868 gehörte Ober-Berzdorf zum Bezirk Friedland. 1892 wurde in Nieder-Berzdorf ein neues Schulhaus für die Gemeinden Ober-Berzdorf und Nieder-Berzdorf eingeweiht. Seit 1923 wurde auch der tschechische Name Horní Pertoltice als amtlicher Name verwendet. Im Jahre 1930 hatte Ober-Berzdorf 446 Einwohner. Nach dem Münchner Abkommen erfolgte 1938 die Angliederung an das Deutsche Reich; bis 1945 gehörte Ober-Berzdorf zum Landkreis Friedland. 1939 hatte die Gemeinde 402 Einwohner. Nach dem Ende des Zweiten Weltkrieges kam Horní Pertoltice zur Tschechoslowakei zurück. In den Jahren 1946 und 1947 wurden die meisten deutschböhmischen Bewohner vertrieben. Ende 1949 wurden die Gemeinden Dolní Pertoltice und Horní Pertoltice zur Gemeinde Pertoltice vereinigt. Am 1. Mai 1980 wurde Horní Pertoltice zusammen mit Pertoltice nach Habartice eingemeindet. Seit dem 1. Januar 1991 gehört Horní Pertoltice als Ortsteil zur wieder errichteten Gemeinde Pertoltice. 1991 hatte Horní Pertoltice 84 Einwohner. Im Jahre 2001 bestand das Dorf aus 36 Wohnhäusern, in denen 73 Menschen lebten. Insgesamt besteht es aus 67 Häusern.

## Kantor
Aus Berzdorf stammt der Kantor an der katholischen St. Trinitatiskapelle in Leipzig, Franz Alscher. Er wurde 1798 in dem Dorf geboren. Er ist der „Entdecker“ des Liedes Stille Nacht, heilige Nacht, das 13 Jahre nach seiner Entstehung nur im Entstehungsort Oberndorf bei Salzburg und im Zillertal bekannt gewesen war. Während des Leipziger Weihnachtsmarktes des Jahres 1831 hörte er den Gesang der Geschwister Strasser aus dem Zillertal, die mit ihren Liedern Besucher an ihren Messestand locken wollten. Dort boten sie Handschuhe und Socken an. Kantor Alscher fiel das genannte Lied auf, von dessen Entstehungsgeschichte er nichts wusste. Er lud die Geschwister ein, ihr Lied während der Christmesse, die die Trinitatisgemeinde in ihrer in der Pleißenburg befindlichen Kapelle am Heiligen Abend feiern würde, vorzutragen, was die Geschwister auch taten. Die Geschwister Strasser wurden daraufhin eingeladen, in der Pause des Leipziger Gewandhauskonzertes am 19. Januar 1832 ihre Lieder vorzutragen. Der Rezensent schreibt in der Allgemeinen musikalischen Zeitung Nr. 5 vom 1. Februar 1832: „Man hatte nämlich in der Pause die drey liebenswürdigen Töchter und einen Sohn der Familie Strasser aus dem Zillerthale (Kaufleute, nicht Sänger von Profession) so lange gebeten, bis sie der vollen Versammlung die Freude gewährten, einige Tyroler National-Lieder, und so allerliebst, vorzutragen, dass der Saal vom stürmischen Beyfalle widerhallte.“ Den sich daraufhin einstellenden Siegeslauf des Liedes um die Welt hat Kantor Franz Alscher noch einige Jahre mitverfolgen können.

## Ortsgliederung
Der Ortsteil Horní Pertoltice bildet zugleich einen Katastralbezirk.